# 國夏
國夏（？—？），中国春秋时期齐国政治人物，國弱的儿子。
前506年三月，刘文公乘吴王阖闾攻打楚国之机，与苌弘、范献子谋划攻打楚国，在召陵会合诸侯晋定公、宋景公、鲁定公、蔡昭侯、卫灵公、陈惠公、郑献公、许男斯、曹隐公、莒郊公、邾隐公、顿子、胡子豹、滕顷公、薛襄公、杞隐公、小邾惠公、齐国大夫国夏。前503年，齐国国夏进攻鲁国。阳虎为季桓子驾战车，公敛处父为孟懿子驾战车，准备夜袭齐军。齐军知道后，假装无备，设伏以待鲁军。公敛处父说：“阳虎你不考虑到这样做会引起祸患，你一定会死。”苫夷说：“阳虎你如果使他们两位陷入祸难，不等军法官的判决，我一定杀了你。”阳虎害怕而撤兵，没有招致失败。前502年夏，高張、國夏率軍討伐魯國西面邊境，晉國由士鞅、趙鞅、荀寅率軍援救魯國。前492年春，齐国国夏、卫国石曼姑帅师围戚，救援于中山。前491年十二月，国夏攻打晋国，占取了邢地、任地、栾地、鄗地、逆畤、阴人、盂地、壶口，会合鲜虞，把荀寅送到柏人邑。前490年，齊景公臨終吩咐高張、國夏，輔佐小兒子公子荼為國君。景公死後，晏圉和高張、國夏一起拥戴公子荼為國君，是為晏孺子。田乞與鮑牧想立景公另一子公子陽生為國君。前489年六月廿三日，田乞與鮑牧率兵進宮作亂，攻打高、國兩家。高張、國夏和孺子的軍隊很快被打敗，田乞追擊國夏，國夏逃亡到莒國。高张、晏圉、弦施逃到鲁国，田乞等擁立公子陽生為君，是為齊悼公，齐国的晏氏灭亡。